# Rytmus v patách
Rytmus v patách  je český dramatický film režisérky Andrey Sedláčkové z roku 2009 založený na knize Povídky tenorsaxofonisty od Josefa Škvoreckého . Původní Škvoreckého příběh je odrazem skutečných událostí . Film je vyprávěn retrospektivně a popisuje atmosféru 50. let v Československu. V hlavních rolích mladého Dannyho Smiřického a Geraldine Brandejsové se objevili Vojtěch Dyk a Marika Šoposká, roli Dannyho Smiřického staršího, který celý příběh vypráví ztvárnil František Němec.

## Obsazení
| Vojtěch Dyk        | Danny Smiřický        |
| Marika Šoposká     | Geraldine Brandejsová |
| Vojtěch Kotek      | Richard Kambala       |
| Berenika Kohoutová | Marcela Razumowská    |
| Lukáš Příkazký     | agent StB             |
| Jan Meduna         | Josef Vořech          |
| Emma Smetana       | Lizetka               |
| František Němec    | Smiřický senior       |
| Jan Přeučil        | Kunovský senior       |
| Jan Maxián         | Alois Šimák           |
| Mario Kubaš        | mladý Kunovský        |
| Margareta Hrůza    | Genevieve Brandejsová |
| David Novotný      | soudruh Král          |
| Tonya Graves       | Jacqueline Smith      |
| James Harries      | James Bulwer          |
| Tomáš Klus         | René Licátko          |
| Jiří Wohanka       | tajemník OVKSČ        |
| Václav Neužil      | student               |
| Vlastina Svátková  | Jeanne Fullbrightová  |
| Lubor Šplíchal     | Prokop Nedochodil     |
| Zdena Procházková  | babička Brandejsová   |
| Ivan Gvera         | Nutsbellow            |
| Ladislav Smoček    | proděkan              |
| Jan Hájek          | tlumočník             |

## Natáčení
Natáčení začalo 23. února 2009 v Praze ve studiu na Kavčích horách a trvalo do června 2009 . 

## Ohlasy a ocenění
Josef Škvorecký, autor knižní předlohy k filmu, byl s filmovým zpracováním velmi spokojen a prohlásil prohlásil: „Andrea Sedláčková pochopila atmosféru doby a můj přístup k ní tak dokonale, že když se na film dívám, doslova to všechno prožívám znova, jak jsem to tenkrát prožíval ve skutečnosti.“ 
Marika Šoposká za roli Geraldiny získala ocenění Televizní objev roku . 